# Campeonato Baiano 1916
In 1916 werd het twaalfde Campeonato Baiano gespeeld voor voetbalclubs uit de Braziliaanse staat Bahia. De competitie werd gespeeld van 29 mei tot 23 september en werd georganiseerd door de FBF. República werd kampioen. 

## Eindstand
| Plaats | Club                   | Wed. | W | G | V | Saldo | Ptn. |
| ------ | ---------------------- | ---- | - | - | - | ----- | ---- |
| 1.     | República              | 8    | 4 | 4 | 0 | 16:8  | 12   |
| 2.     | Fluminense de Salvador | 8    | 4 | 3 | 1 | 12:4  | 11   |
| 3.     | Internacional          | 8    | 2 | 4 | 2 | 13:9  | 8    |
| 4.     | Botafogo               | 8    | 2 | 3 | 3 | 14:15 | 7    |
| 5.     | Sul América            | 8    | 1 | 0 | 7 | 7:26  | 2    |

|  | Kampioen |

## Kampioen
| Campeonato Baiano de 1916 |
| ------------------------- |
| REPÚBLICA 2º Titel        |